# Volpetto
Volpetto è stata una serie a fumetti pubblicata in Italia dal 1955 al 1962 dall'Editoriale Bianconi per 80 numeri divisi in 6 serie e contenente storie dell'omonimo personaggio in accoppiata con Nonna Abelarda e altri personaggi come Salvatore e Chitarrone, Okey Papero e Mao Duebaffi, Geppo ideata e disegnata da Aloisi, Giovan Battista Carpi, Giulio Chierchini e Nicola Del Principe. Su questa serie esordirono i personaggi di Geppo e di Nonna Abelarda in storie realizzate da Carpi che poi ebbero testate dedicate di successo.